# Амплитуда
Амплитудата е физична величина, характеризираща периодичен процес, и е равна на максималното отклонение от равновесното положение. Амплитудата е неотрицателно число, като в зависимост от характера на вълновия процес може да бъде дължина, ъгъл, налягане, ускорение, сила и други. A[m] – амплитуда. Период на трептене – T[s].
В електрониката и радиотехниката амплитудата е разликата между най-високата (или най-ниската) стойност и нулата (или постояннотокова съставка) на електрическия сигнал и най-често се измерва в ампери [A] и волтове[V].
В геоморфологията амплитудата е разликата между височината на отделни точки от земната повърхност, измервана в m. Например: разликата между надморската височина на дъното на долината и вододела, между подножието и билото на хребета и др.
В метеорологията и климатологията е разликата между максималното и минималното значение на метеорологичните елементи. Например: разликата в температурата на въздуха през денонощието или годината (денонощна амплитуда, годишна амплитуда).